# Elias Baeck
Pour les articles homonymes, voir Baeck.

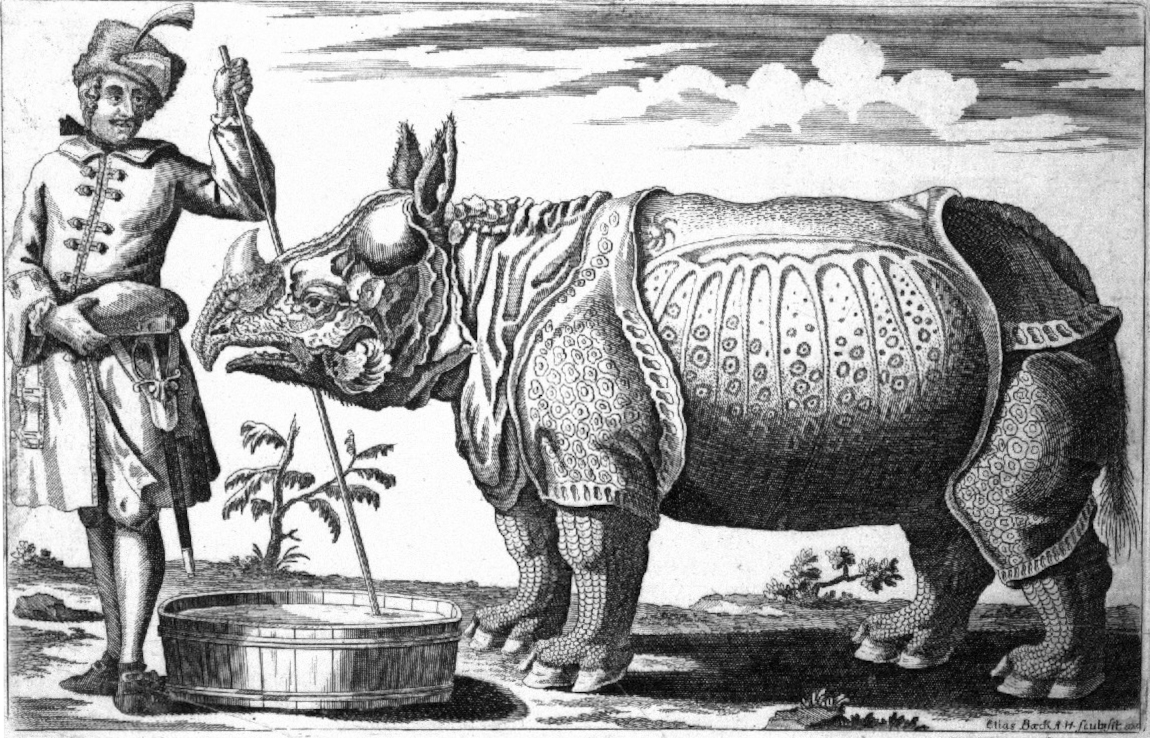
Clara, le rhinocéros traversant l'Europe au milieu du 18e siècle. Gravure par Elias Baeck, 1746.

Elias Boeck ou Baeck, alias Heldenmuth (né en 1679) est un graveur et éditeur, actif à Rome et Venise entre 1705 et 1747.

## Œuvre
Le département d'arts graphiques du musée des arts décoratifs de Paris conserve une série d'anamorphoses peintes à l'aquarelle sur papier par Elias Baeck et datées vers 1740-1750. Grâce à un miroir cylindrique, le spectateur parvient à percevoir une version correctement proportionnée du motif hypertrophié peint sur le papier.